# Клыков, Юрий Константинович
Ю́рий Константи́нович Клы́ков (15 ноября 1925 года, Элиста, Калмыцкая автономная область, СССР — 13 ноября 1942 года, Элиста, Калмыцкая автономная область, СССР) — юный партизан, погибший в Элисте в 1942 году.

## Биография
Юрий Клыков родился 15 ноября 1925 года в Элисте. Обучался в Элистинской средней школе № 2.
После занятия немецкими войсками Элисты Юрий Клыков ушёл в партизанский отряд. В сентябре 1942 года, когда партизанский отряд был расформирован, Юрий Клыков поступил в спецшколу в Астрахани.

## Подвиг
В октябре 1942 года был образован партизанский отряд «Гром», в который вступил Юрий Клыков. Партизанский отряд базировался возле селения Бага Бурул, откуда совершал регулярные набеги на немецкие военные формирования, расположенные в районе Элисты и Бага-Бурула.
5 ноября 1942 года партизанский отряд «Гром» вступил в бой с немецкими войсками. Партизаны были окружены и отбивали атаки в течение двух суток, после чего они были схвачены в плен.
В Элисте Юрий Клыков подвергся пыткам. 11 ноября 1942 года арестованных партизан вывели на расстрел и приказали раздеться. Юрий Клыков отказался выполнить приказ врага и бросился на начальника гестапо, а затем, разбежавшись, ударился головой о каменную стену.

## Память
- Указом Президиума Верховного Совета СССР Юрий Клыков был награждён посмертно орденом Отечественной войны I степени.
- В Элисте его именем названа одна из центральных улиц города.
- Калмыцкий поэт Аксен Сусеев посвятил Юрию Клыкову поэму «В семнадцать мальчишеских лет».
- В 1970 году в Калмыцком книжном издательстве вышла книга журналиста Юрия Швецкова «Орлёнок», посвящённая Юрию Клыкову.

## Источник
- Элистинская панорама, 08.09.2004;
- Советская Калмыкия, 14.05.1965.